# Studnie i źródła Świętego Wacława w Czechach
Studnie Świętego Wacława w Czechach – zespół studni i źródeł noszących nazwę Świętego Wacława znajdujących się na terenie Czech.
Na terenie Czech znajduje się wiele miejsc i miejscowości związanych z postacią Świętego Wacława. Duża część tych miejsc była odwiedzana przez tego świętego. Wokół tych wizyt z czasem narosły liczne podania i legendy. Część z nich związana jest ze źródłami lub studzienkami.
W granicach Czech znajdują się następujące studnie i źródła, których patronem jest Święty Wacław:
| Nazwa                         | Miejsce                                | Opis | Zdjęcie |
| ----------------------------- | -------------------------------------- | --- | ------- |
| Václavka (Pučka)              | Praga 2, Nowe Miasto                   | Nieistniejące źródło znajdujące się w przeszłości w rejonie, gdzie dziś przebiega ulica Václavská. W trakcie różnych przebudów woda z niego została skierowana do kanalizacji. Przejściowo pojawiło się również w piwnicach budynku Politechniki Czeskiej (sąsiednia ulica Trojanova), gdzie zostało zamurowane. Obok źródła, na południowym końcu ulicy Václavskiej, w pierwszej połowie XIX wieku wzniesiono popularne wśród Prażan Svatováclavské lázně (zburzone w latach 1907–1908). O źródle wspominał m.in. pisarz i historyk Josef Svátek. W swoich Pražských pověstech a legendách przytoczył on podanie, w myśl którego Święty Wacław jadąc konno na łowy w tym rejonie i goniąc dorodnego jelenia, potknął się o korzeń i upadł. Momentalnie wytrysnął w tym miejscu strumień wody. Święty darował jeleniowi życie, a woda nie tylko była smaczna i popularna wśród mieszkańców miasta i okolic, ale również leczyła choroby, zwłaszcza oczu. Bohuslav Balbín wspominał, że woda tutejsza pomaga na choroby mentalne, leczy zmysły, reumatyzm oraz gorączkę. Opis źródła pozostawiła pisarka, Popelka Biliánová. |         |
| Studánka svatého Václava      | Týnec (część wsi Koleč), powiat Kladno | Źródło znajduje się tuż przy linii kolejowej z Kladna do Kralup nad Wełtawą, po północnej stronie torowiska, w lesie na południe od zabudowań przysiółka (około 300 metrów). Studzienka obłożona jest blokami z piaskowca. Widoczny jest stary napis „Swatowáclawský pramen”. Według podań święty miał pijać tutejszą wodę podczas pobytu na pobliskim zamku Budeč. Woda w przeszłości miała właściwości lecznicze, ale jej jakość w latach 80. XX wieku pogorszyła się, a zawartość azotanów wzrosła z powodu wycieku nawozów sztucznych z intensywnej działalności rolników na polach nad studnią z kierunku Dřetovic. Dojście szlakiem żółtym. W nieodległych Zákolanach znajduje się skałka o nazwie Lože sv. Václava, na której święty miał wypoczywać. Przy stacji kolejowej wytryskuje natomiast Lannova studánka upamiętniająca twórcę lokalnej linii kolejowej, Vojtěcha Lannę. |         |
| Svatováclavský pramen         | Jankov, powiat Czeskie Budziejowice    | Źródło bije na wschodnich stokach wzgórza Skalka (688 m n.p.m.), na południe od wsi, w obrębie Obszaru Chronionego Krajobrazu Blanský les. Według niepotwierdzonych przekazów woda ma właściwości lecznicze. Dojście szlakiem zielonym z Holaszowic. |         |
| Studna sv. Václava            | Stará Voda, powiat Hradec Králové      | Murowana studnia z drewnianą wiatą znajduje się około 30 metrów na południowy zachód od gotycko-barokowego kościoła św. Wacława, przebudowanego w XVII wieku. Studzienka ma charakter jedynie dekoracyjny, ponieważ woda jest przekierowana rurą do czerwonej pompy po drugiej stronie drogi. |         |
| Pramen Sv. Václav             | Slatinice, powiat Ołomuniec            | Źródło siarkowe tłoczone z głębokości 165 metrów, jedno ze źródeł we wsi, dzięki którym powstało lokalne uzdrowisko. |         |
| Svatováclavský pramen         | Jílové u Prahy, powiat Praga-Zachód    | Nad mającym lecznicze właściwości mineralnym źródłem ustawiono w początku XVIII wieku kapliczkę, obok której w połowie tego stulecia rozwinęło się uzdrowisko, należące do najstarszych w Czechach. W 1778 lekarz Karel Födiš pisał, iż woda tutejsza pomaga na bóle kończyn dolnych, wątroby, nerek, na podagrę, przeziębienie i choroby oczu. Źródło jest uchwycone w rurę, która doprowadza wodę do kapliczki, gdzie wypływa ona na zewnątrz i zasila pobliski staw rybny. Nie nadaje się do picia. |         |
| Pramen (Studnice) sv. Václava | Semily                                 | Źródło znajduje się we wschodniej części miasta, na stoku wzgórza Koštofrank (ulica Koštofranská, przy serpentynie ulicy Benesza), w pobliżu cmentarza. Źródło obudowano w 1793, a w 1857 wzniesiono kamienną studzienkę. Neogotycka rzeźba św. Wacława i kamienne schody pochodzą z 1895. |         |
| Studna U kapličky sv. Václava | Poříčí u Litomyšle, powiat Svitavy     | Zwykła pompa nad studzienką |         |
| Studánka Pramen sv. Václava   | Študlov, powiat Vsetín                 | Źródło z drewnianym zadaszeniem na rozdrożu |         |
| Studánka Nad sv. Václavem     | Libchavy, powiat Uście nad Łabą        | Źródło znajduje się na stokach wzgórza Vadětín, w miejscu nazywanym Svatý Václav, około 500 metrów na północny zachód od stacji kolejowej Lanšperk. W niedużej odległości od studzienki stoi samotne gospodarstwo o nazwie Václavov |         |
| Studánka sv. Václava          | Chrast, powiat Chrudim                 | Źródełko wypływa spod zaniedbanej kaplicy św. Wacława stojącej około kilometra na południe od wsi, w lesie, nad stawem Horecký rybník |         |
| Studánka sv. Václava          | Veliš, powiat Jiczyn                   | Studzienka znajduje się przy stawie w centrum wsi, obok kościoła św. Wacława (70 metrów). Jest ozdobiona barokową rzeźbą św. Wacława. |         |